# Amsterdamski kanali
Amsterdamski kanali (nizozemski: Amsterdamse grachten) čine mrežu kanala na zapadnom i južnom dijelu srednjovjekovne povijesne jezgre Amsterdama s lukom, čime je omogućeno pravilno širenje grada izvan njegovih povijesnih zidina, Singelgrachta. Ti kanali i ulice su izgrađene u 16. i 17. stoljeću, te se šire se u koncentričnim polukrugovima, zbog čega se smatra za jedan od prvih urbanistički planiranih gradova sjeverne Europe i naziva se "Venecijom sjevera". Zbog toga su 2010. godine upisani na UNESCO-ov popis mjesta svjetske baštine u Europi.

## Povijest
Početkom 17. stoljeća, zbog snažnog upliva emigranata u grad, gradski oci Amsterdama su podržali plan širenja grada u pravilnim koncentričnim lukovima kanala s ulicama na obje strane. Tri glavna kanala, poznata kao grachtengordel: Gospodski kanal (Herengracht), Kraljevićev kanal (Prinsengracht) i Carski kanal (Keizersgracht), služila su kao stambena zona, dok je Kružni kanal (Singelgracht) služio kao obrambeni jarak oko gradskih zidina i kao vodovodni kanal. Plan je sadržavao i sustav manjih kanala koji su povezivali veće koncentrične, a služili su za promet i prijevoz dobara.
Izgradnja se odvijala od zapada ka istoku, od 1613. do 1625. godine izgrađena je poznata četvrt Jordaan (nazvana prema francuskom izrazu za vrt, jardin), dok je južno područje otpočeto tek 1664. godine i nije se razvijalo istom brzinom zbog gopodarske krize. Istočni dio, između rijeke Amstel i zaljeva IJ, je dugo ostao neizgrađen i kasnije je to područje pretvoreno u park s botaničkim vrtom, domom za starije, kazalištima i drugim javnim građevinama, ispresijecani kanalima bez geometrijske preciznosti. Tu se nalazi i nekadašnja židovska četvrt s Rembrandtovom kućom (danas muzej). Ostali dijelovi su nazvani prema velikim vodenim površinama (tzv. jezerima sa sufiksom -meer) koja su pretvorena u stambene poldere: Aalsmeer, Bijlmermeer, Haarlemmermeer i Watergraafsmeer.

## Odlike
U Amsterdamu se nalazi više od 90 otoka i 1.500 mostova, te 1.550 povijesnih zaštićenih zgrada, uglavnom iz 17. stoljeća.
Središte starog grada je trg Dam (niz. brana), na kojem je klasicistička kraljevska palača iz 17. stoljeća (inače druga rezidencija kraljevske obitelji), reformistička Nieuwe Kerk iz 15. stoljeća i trgovačka ulica Kalverstraat. Središte je okruženo s četiri velika paralelna kanala : Gospodski kanal (Herengracht), Kraljevićev kanal (Prinsengracht), Carski kanal (Keizersgracht) i Kružni kanal (Singelgracht), koji su opet spojeni brojnim manjim kanalima od kojih su najznamenitiji: Zwanenburgwal, Brouwersgracht i Kloveniersburgwal.
Neke ulice uz kanale ukrašene su dvoredima, no pravi šarm grada leži u otmjenim gospodskim kućama trgovaca uz kanale i njihovim detaljima. Odlikuju ih karakteristične sjevernoeuropske, izdužene fasade. Zanimljivo je da su se tako gradile jer se za svaki prozor na fasadi plaćao visoki porez. Zbog toga su kuće građene kao uske kako bi imale što manje prozora. Osim toga, još je jedna zanimljivost vezana za prozore, kako u Amsterdamu, tako i u cijeloj Nizozemskoj: prozori nemaju zavjese. Ta kalvinistička tradicija proizlazi iz vjerovanja da „vjernici nemaju što skrivati od Boga“.
- Singelgracht 1900.
- Herengracht 2008.
- Keizersgracht
- Prinsengracht
- Brouwersgracht